# Tillandsia utriculata
Tillandsia utriculata (возможное русскоязычное название: Тилландсия вздутая) – типовой вид растений рода Тилландсия (Tillandsia) семейства Бромелиевые (Bromeliaceae), произрастающий преимущественно на территории Карибского бассейна. Данное растение — эпифит (иногда реже встречается на земле) и произрастает на различных «хозяевах», обычно предпочитает ярко освещенные места.

## Описание

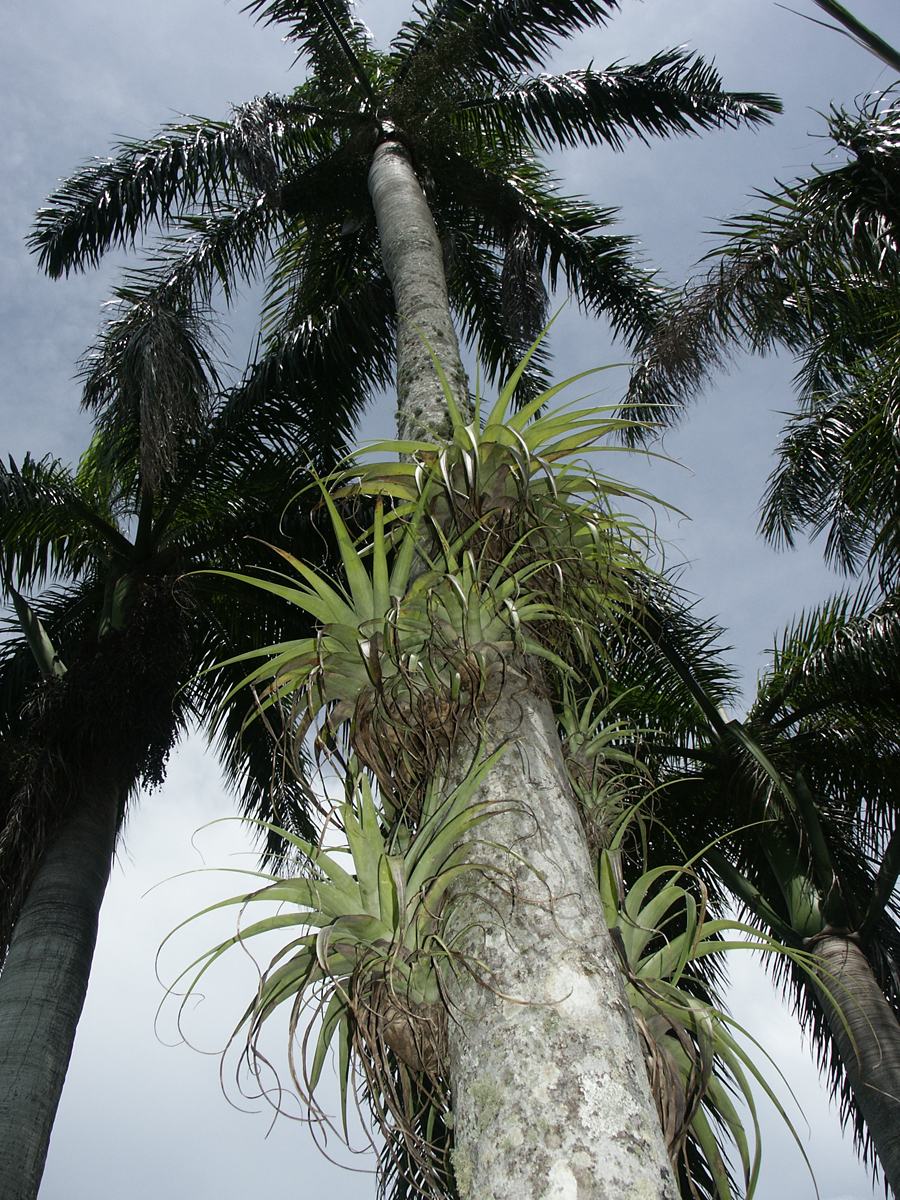
Несколько растений на стволе «хозяина»

Растения представлены одиночными экземплярами, которые достигают высоты до 2 м. У них короткие стебли. Листья располагаются в нескольких рядах и их количество составляет от 20 до 75 штук. Листья раскидистые и загнутые, не скрученные, обычно сизо-зеленые (иногда с пестрыми кремовыми полосками). Размер листьев около 1 м × 1,5–3,5 см, они покрыты мелкими чешуйками; ножки листьев бледные или слегка ржаво-окрашенные, яйцевидные, не выпуклые, шириной от 6 до 15 см; лопасти листьев линейно-треугольные, кожистые с вытянутым верхом.
Тип соцветия — рыхлые колосья, длиной от 20 до 50 см и диаметром 6–12 мм; прицветники плотно расположены у основания, часто рыхлые на концах, прямостоячие или раскидистые, похожие на листья, но постепенно уменьшающиеся; колосья состоят из 6–11 цветков, прямостоячие или раскидистые, 2–3-перистые, линейные, размером 15–40 см × 10–15 см, с острым верхом; количество ветвей может варьировать от 5 до 40. Цветочные прицветники широко раздвигаются, прямостоячие, зеленые или с пурпурным оттенком, оставляют большую часть цветущей части стебля обнаженной, яйцевидной формы, без киля, длиной 1,2–2 см, кожистые, с слабым жилкованием, основание видно во время цветения, верхушка острая, поверхность гладкая.
Цветки заметные, их общее количество может быть от 10 до 200; чашелистики эллиптические, без киля, длиной от 1,4 до 2 см, тонкокожистые, с жилками, с тупой верхушкой, поверхность гладкая; губка цветка трубчатая, немного двусторонне-симметричная, лепестки прямостоячие, слегка скрученные, белого цвета, размером до 4 см; тычинки выступают, рыльце имеет вид кондупликатной спирали. Плоды достигают размеров до 4 см.
Количество хромосом — 25.

## Распространение

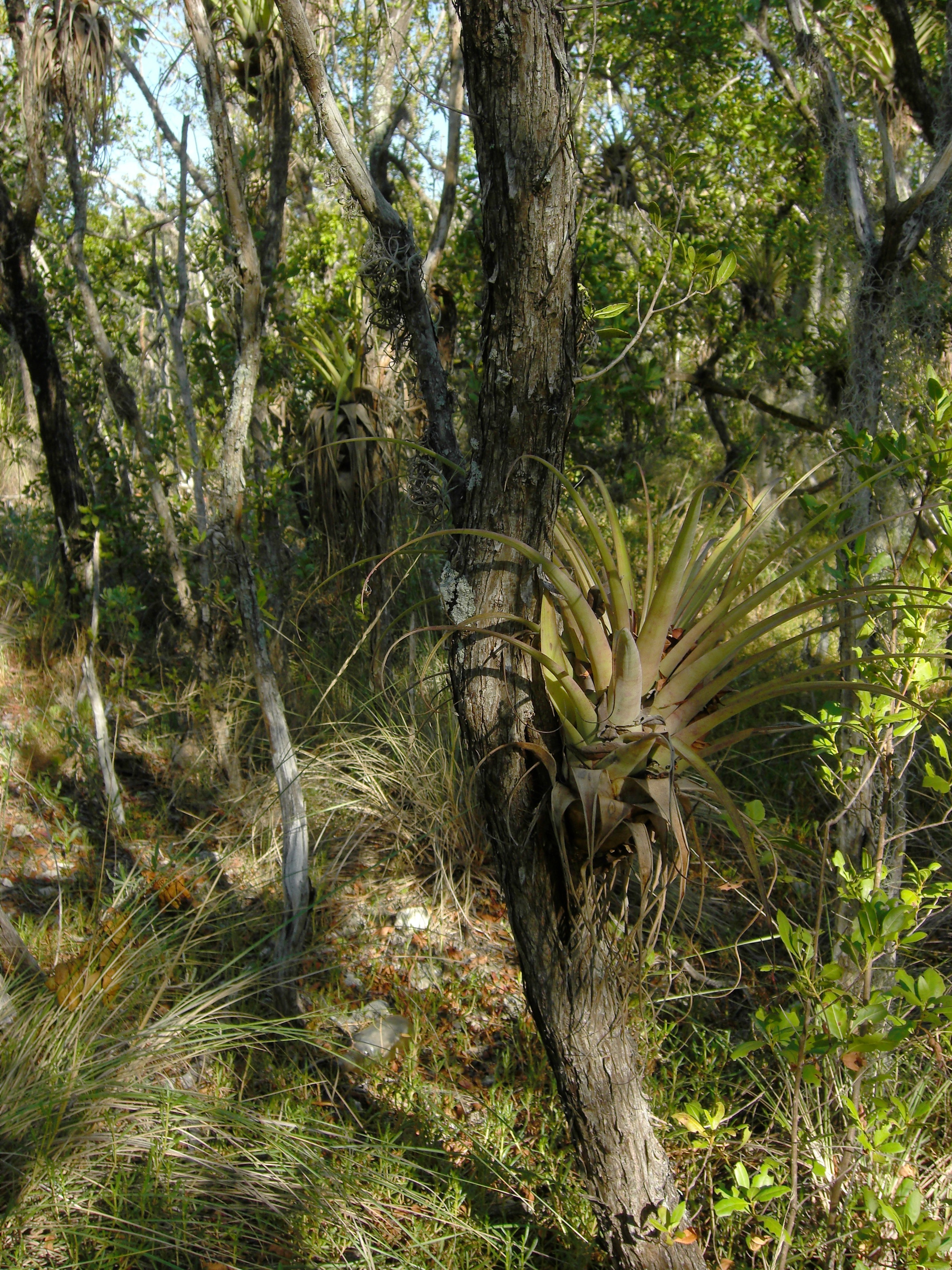
Флорида (США)

Природный ареал включает следующие территории: Багамы, Белиз, Каймановы острова, Коста-Рика, Куба, Доминиканская Республика, Флорида (США), Гватемала, Гаити, Гондурас, Ямайка, Подветренные острова, Мексиканский залив, Юго-восток и Юго-запад Мексики, Нидерландские Антильские острова, Никарагуа, Панама, Пуэрто-Рико, Тринидад и Тобаго, острова Теркс и Кайкос, Венесуэла, а также острова Наветренные.

## Таксономия
Tillandsia utriculata L., первое упоминание в Sp. Pl.: 286 (1753).

### Синонимы
Гомотипные (основанные на одном и том же номенклатурном типе):
- Platystachys utriculata (L.) Beer (1856)
- Vriesea utriculata (L.) Regel (1869)

Гетеротипные (основанные на разных номенклатурных типах):
- Allardtia potockii Antoine (1878)
- Anoplophytum flexuosum var. pallidum (Lindl.) Beer (1856)
- Platystachys ehrenbergiana K.Koch ex Hemsl. (1884)
- Platystachys ehrenbergii K.Koch (1873)
- Tillandsia bartramii Nutt. (1822), nom. illeg.
- Tillandsia brevibracteata Baker (1887)
- Tillandsia ehrenbergiana Hemsl. (1884)
- Tillandsia ehrenbergii (K.Koch) Klotzsch ex Mez (1896)
- Tillandsia flexuosa var. pallida Lindl. (1823)
- Tillandsia lingulata W.Bartram (1794), nom. illeg.
- Tillandsia nuttalliana Schult. & Schult.f. (1830)
- Tillandsia ramosa Bello (1883)
- Tillandsia ramosa var. cingstuniensis E.H.L.Krause (1914)
- Tillandsia sintenisii Baker (1888)
- Tillandsia utriculata f. variegata H.Luther (1978)